# Бертонио, Лудовико
Лудови́ко Берто́нио (итал. Ludovico Bertonio; 1552, Рокка Контрада, возле Анконы — 3 августа 1625, Лима, Перу) — итальянский миссионер, иезуит, действовавший в Южной Америке. Составил первую грамматику языка аймара в 1603 г., первый словарь того же языка — в 1608 г.

## Жизнь
Вступил в Общество Иисуса в 1575 году. Спустя шесть лет был отправлен в Перу. Работал в основном среди аймара в Южном Перу и Боливии.

## Деятельность
Он писал на языках испанским и аймара. Наиболее ранние его публикации появились под названием Arte breve de la lengua aymara para introducir el Arte grande de la misma lengua (Рим, 1603).
Печатный пресс, установленный и запущенный Иезуитами в индейской миссии Хули на юге Перу, позволил выпустить Бертонио следующие работы, все в 1612 году:
- Arte de la lengua aymara con una selva de frases en la misma lengua y su declaracion en romance Vocabulario de la lengua aymara (первая и вторая часть)
- Confesionario muy copioso en dos lenguas, aymara y espanola (и т. д.)
- Libro de la vida y milagros de Ntro Senor Jesuchristo en dos lenguas, aymara y romance, traducido del que recopilo el Liocenciado Alonso de Villegas (и т. д.)

Его издания — большая библиографическая редкость. Юлиус Платцманн опубликовал факсимильную копию Arte y grammatica, 1603 и Словари. Перуанский историк Клементе Маркхам утверждал, что Бертонио изобрел название «Аймара»; боливийский же географ Мануэль Висенте Бальивиан своим памфлетом отрицал это.

## Издания его произведений
- 1603 Bertonio (P. Ludovico). Arte breve de la lengua Aymara. para introduction del arte grande de la misma lengua. Roma. 1603. 8°.
- 1603 Arte y Grammatica muy copiosa de la lengua Aymara. Roma. 1603. 12°.
- 1603 (Очередное издание) Rome. 1603. 8°.
- 1608 (Очередное издание) Arte y Grammatica copiosa de la lengua Aymara. Roma. 1608. (Nueva edicion, aumentada.)
- 1612 (Очередное издание) Arte de la lengua Aymara, con una silva de frases, y su declaracion en Romance. Chucuyto. 1612. 8°.
- 1879 (Очередное издание) Publ. de nuevo por J. Platzmann. Edicion facsimilar. Leipzig. 1879. 8°.
- 1612 Vocabularia de la lengua Aymara. Primera parte. Donde por abecedario se ponen en primar lugar los vocables de langue Espanol para buscar los … la lengua Aymara compresto por el PL. B. Chucuito. 1612. 4°.
- 1612 Vocabulario de la Lengua Aymara. Spanish-Aymara and Aymara-Spanish. 2 Pts. Chucuito. 1612. 8°.
- 1879 (Очередное издание) Publ. de nuevo por J. Platzmann. Edicion facsimilar. 2 vols. Leipzig. 1879. 8 .
- 1612 Libro de la vida y milagros de nuestro Senor Jesu Christo en dos lenguas Aymara y romance. Chucuyto. 1612.
- 1612 Confessionario muy copioso en dos linguas Aymara y Espanolo, con una instrucion acerca de las Siete Sacrementos de la Sancta Yglesia, etc. Chucuyto. 1612. 8°.
- 1760 Historia de los cuatra Evangelios en lengua Aymara, con varias refleciones …. Sacada de un libro antiqua, que avra 160 as. dis a luz el P. L. B….Por el P. Francisco-Mercier y Guzman. 1760. 8°.